# Васильев, Яков Иванович
Я́ков Ива́нович Васи́льев (1925 — ?) — советский передовик нефтяной промышленности, депутат Верховного Совета СССР V созыва.

## Биография
Родился в селе Калинино Михайловской волости Завитинского уезда Амурской губернии РСФСР (ныне в Михайловском районе Амурской области), в семье рабочего-грузчика. В 1933 году вместе с родителями прибыл на Северный Сахалин. После пяти лет учебы в 14-летнем возрасте начал самостоятельную трудовую жизнь: сначала трудился возчиком в Александровском райлесхозе, затем откатчиком в топливном тресте. В 1942 году переехал в Оху и поступил в школу фабрично-заводского ученичества, после окончания которой получил специальность бурильщика и направлен в контору бурения №2. В течение пяти лет работал на буровой, а в 1947 году назначен мастером буровой бригады. В 1950 году вступил в ВКП(б), а в 1956 окончил школу буровых мастеров. 
В 1956 году бригада Васильева выступила инициатором социалистического соревнования сахалинских нефтяников за скоростное бурение скважин. Взяв обязательство пробурить за год 15 тысяч метров, та с честью его выполнила. За это достижение коллективу было присуждено второе место во Всесоюзном социалистическом соревновании работников нефтяной промышленности СССР. В 1957 году при бурении одной из скважин бригада добилась рекордной для сахалинских буровиков скорости — 3452 м на станок в месяц.
В феврале 1958 года выдвинут коллективом Охинской конторы бурения № 2 и Сахалинским областным комитетом профсоюза работников нефтяной и химической промышленности кандидатом в депутаты Верховного Совета СССР V созыва от Александровского избирательного округа №294. Избран в ходе выборов 16 марта.
Являлся членом Сахалинского обкома КПСС и членом Охинского горкома партии. Делегат XX съезда КПСС.
О дальнейшей жизни после 1962 года достоверных сведений нет.

## Награды
- Медаль «За доблестный труд в Великой Отечественной войне 1941-1945 гг.»
- Медаль «За трудовую доблесть»